# Aritranis nigrifemur
Aritranis nigrifemur är en stekelart som först beskrevs av Szepligeti 1916. 
Aritranis nigrifemur ingår i släktet Aritranis och familjen brokparasitsteklar. Inga underarter finns listade.